# گاندکوف ویلکی
گاندکوف ویلکی (به لهستانی:  Gądków Wielki) یک روستا در لهستان است که در گمینا توژم واقع شده‌است. گاندکوف ویلکی ۷۰۰ نفر جمعیت دارد.